# ديبرا إم. غينسبيرغ
ديبرا إم. غينسبيرغ (بالإنجليزية: Debra M. Ginsberg)‏ هي كاتِبة أمريكية، ولدت في 15 يونيو 1962 في لندن في المملكة المتحدة.